# 大分市歌
「大分市歌」（おおいたしか）は、大分県の県庁所在地である大分市が制定した市歌である。以下の3代が存在する。
1. 1928年（昭和3年）制定。作詞・須賀金夫、作曲・山田耕筰。
2. 1963年（昭和38年）制定。作詞・市歌審査委員会、作曲・中野静雄。
3. 1983年（昭和58年）制定。作詞・竹森カヨ、作曲・中山悌一。

現在の市歌は3.である。

## 現市歌
現行の「大分市歌」は（旧）大分市と鶴崎市他3町1村の新設合併による（新）大分市発足から20周年となることを記念して1983年（昭和58年）に制定された3代目のものである。
同年3月1日付の『市報おおいた』で市民を対象に歌詞を募集し、地元出身の声楽家・中山悌一に作曲を依頼して7月16日開催の「新大分市発足20周年記念式典」で市民憲章「大分市民の誓い」の発表に続けて初演奏が行われた。制定意義は同年12月15日付『市報おおいた』1面の歌詞紹介において「この歌は歴史のあるまち大分と躍進する大分を表しています」とされている。1番では大友宗麟が府内に現在の大分市へ繋がる城下町を築いた事績を取り上げており、こうした歴史上の人物を顕彰する要素を持つ楽曲は戦後制定の自治体歌としては珍しいものである。
大分市役所では市歌の演奏機会について「毎朝始業前に庁内放送で流す。市で開催する各種式典で斉唱している」とする。（新）大分市は2005年（平成17年）に北海部郡佐賀関町と大分郡野津原町を編入合併したが、両町とも町民音頭のみ作成していた状態だったため合併協議会で市歌の存廃に関しては議論の対象とならず、そのまま継続使用されている。

## 過去の大分市歌
現市歌の制定以前には、以下の2代の市歌が存在していた。

### 初代（1928年）
初代の「大分市歌」は1928年（昭和3年）に市が「本市発展ノ現勢ニ鑑ミ市民ノ向フ所ヲ一ニシ市将来ノ進展ニ資セン為」を制定意義として5月3日から6月15日まで歌詞の懸賞募集を行い、75篇の応募作から二等となった速見郡杵築町（現在の杵築市）からの応募作を採用したものである。
楽譜は1931年（昭和6年）刊の『山田耕筰全集』第7巻「国民歌謡曲集」35-36ページに収録されているが、大分市役所では早くに散逸してしまっており『大分市教育史』や『大分市民読本』には歌詞しか掲載されていない状態であった。作詞者の須賀金夫によると、1961年（昭和36年）の市制50周年で提灯行列に合わせて演奏したくても出来ないと市役所内で問題になったため市民から楽譜の提供を受けて演奏した逸話を当時の市長であった上田保から聞いたと回顧している。

### 2代目（1963年）
2代目の「大分市歌」は1963年（昭和38年）に制定された。制定理由は1961年（昭和36年）の市制50周年を記念するものであったが、大分市ではこの時期に鶴崎市他と合併協議を進めていたこともあり、市歌の懸賞募集に関する広報宣伝活動は不十分なものに留まった。結果、1961年9月の審査委員会で約200篇の応募作品から佳作2篇が選定されたのみで入選作は「該当なし」となり、市歌審査委員会の共同名義で作詞を行うことになった。
歌詞の決定後、引き続き作曲者の募集を行い1963年1月15日付の市報1面において流行歌「サリーはきっと帰る」などで知られる作曲家の中野静雄による応募作を採用したことが発表された。2代目市歌の発表演奏は3月の新設合併による（新）大分市発足と前後して行われたとみられるが市報および『大分市史』には記述が無く、20年後に現行の3代目市歌へと代替わりした。